# Kennateri
El kennateri (Kennatherium shirensis) és una espècie de petit mamífer prehistòric pertanyent a la família Didymoconidae i l'ordre Didymoconida. El nom genèric, Kennatherium, és un homenatge a Malcolm C. McKenna, mentre que el nom específic, shirensis, és en referència a la formació d'Ulan Shireh, on fou descobert l'holotip.